# Nikola Sibiak
Nikola Sibiak, née le 21 juin 2000 à Darłowo est une coureuse cycliste polonaise, spécialiste des disciplines du sprint sur piste.

## Palmarès sur piste

### Jeux olympiques
- Paris 2024
  - 7e de la vitesse par équipes

### Championnats du monde
| Épreuve / Édition    | Keirin | Vitesse individuelle | Vitesse par équipes |
| Aigle 2018 (juniors) | Argent | Bronze               | Bronze              |
| Roubaix 2021         |        |                      | 5e                  |

### Coupe des nations
- 2021
  - 2e de la vitesse par équipes à Cali
  - 3e du 500 mètres à Cali
- 2023
  - 3e de la vitesse par équipes à Milton
- 2024
  - 3e de la vitesse par équipes à Milton

### Championnats d'Europe
| Épreuve / Édition          | 500 mètres | Keirin | Vitesse individuelle | Vitesse par équipes |
| Aigle 2018 (juniors)       |            |        | Bronze               | Bronze              |
| Gand 2019 (espoirs)        | 10e        | 8e     |                      | Or                  |
| Fiorenzuola 2020 (espoirs) |            | Argent | 5e                   | Bronze              |
| Apeldoorn 2021 (espoirs)   |            | 7e     |                      | Bronze              |
| Anadia 2022 (espoirs)      |            | 5e     | 9e                   | Argent              |
| Granges 2021               | 12e        |        | 15e                  | 5e                  |
| Munich 2022                | 6e         | 10e    |                      | Bronze              |
| Munich 2022                | 11e        |        | 12e                  | 5e                  |

### Championnats nationaux
- 2019
  -  Championne de Pologne de vitesse par équipes espoirs
- 2020
  -  Championne de Pologne du keirin
- 2021
  -  Championne de Pologne du keirin
  -  Championne de Pologne de vitesse par équipes
- 2022
  -  Championne de Pologne de vitesse par équipes